# Gaudensi Allar
Pour les articles homonymes, voir Allar (homonymie).
Stanislas Gaudensi Allar, né à Toulon le 17 février 1841 et mort à Marseille le 22 août 1904, est un architecte français.

## Biographie
Stanislas Gaudensi Allar né le 17 février 1841 à Toulon est le fils d'un ouvrier de l'arsenal maritime où il entre comme apprenti. Il est le frère aîné du sculpteur André-Joseph Allar. En 1854 il s'embarque sur un navire comme mousse et à son retour travaille chez un imprimeur comme typographe. Un de ses oncles maternels, François Tallon, inspecteur des travaux de construction de la nouvelle cathédrale de la Major à Marseille l'appelle auprès de lui. Gaudensi et son frère André rentrent à l’École des beaux-arts de Marseille.
Gaudensi devient un des proches collaborateurs de l'architecte Henri-Jacques Espérandieu. Sous la direction de ce dernier, il est conducteur de travaux du palais Longchamp à Marseille. En 1869 il obtient le premier prix au concours public ouvert par la société académique du Var pour la rédaction de projets de villas pour le midi de la France. En 1881 il obtient la grande médaille de l'architecture privée décernée par la Société Centrale des Architectes Français. Enfin en 1884 il reçoit une mention honorable au concours des bâtiments scolaires organisée par l'État sous la présidence de Jules Ferry.
Le 7 juillet 1904 il est nommé membre de l'Académie de Marseille.
Gaudensi Allar aura trois fils : Paul sera architecte, Fernand (1871-1927) entrepreneur et Édouard ingénieur. Fernand aura une fille, Marguerite Allar (1899-1974) qui sera peintre et professeur de dessin et d'histoire de l'art.

## Réalisations
- Le musée d'art de Toulon situé au no 113 du boulevard du maréchal Leclerc
- Foyer d'accueil pour femmes indigentes situé au no 15 de la rue Honnorat à Marseille ; cette œuvre d'hospitalité avait été fondée par François Massabo et les travaux financés par Étienne Zafiropulo, patron d'une importante maison de commerce grecque[3].
- Fontaine de la Fédération sculptée par son frère et située place de la liberté à Toulon
- Nouveau bâtiment pour l'École supérieure de commerce de Marseille situé au no 148 de la rue Paradis ; son frère André sculptera le dessus de porte de cet immeuble.
- Monument funéraire de Lazare Bonnet au cimetière Saint-Pierre de Marseille pour lequel son frère sculptera une très remarquable statue figurant le retour de l'âme à Dieu.
- Monument des mobiles situé en haut de la canebière à Marseille ; la construction de ce monument a été réalisée pour commémorer les combattants du 4e bataillon de la garde mobile des Bouches-du-Rhône morts à la bataille du 6 janvier 1871. Les sculptures ont été réalisées par Jean Turcan.
- La chaire de l'église Saint-Charles située rue Grignan à Marseille[4].